# Quinn Slobodian
Quinn Slobodian (Edmonton, Alberta, 1978) é um historiador canadense especializado em História da Alemanha moderna e História Internacional. Leciona História Internacional na Universidade de Boston. Foi Professor Marion Butler McLean de História das ideias no Wellesley College e residential fellow no Weatherhead Center for International Affairs, da Universidade Harvard.

## Biografia
Quinn Slobodian nasceu em 1978 em Edmonton, Alberta. Seu pai era médico. A família mudou-se para a Ilha de Vancouver em 1981 e para o Lesoto, no sul da África alguns anos depois.  Eles partiram para Vanuatu no Pacífico Sul, em 1992, e retornaram ao Canadá um ano depois.
Slobodian começou a estudar história, com uma bolsa de estudos, no Lewis & Clark College, e graduou-se em 2000. Obteve seu doutorado pela Universidade de Nova York, em 2008.

Entre 2013 e 2014, foi fellow no Dahlem Humanities Centre da Freie Universität Berlin.
Em 2015, tornou-se Professor Marion Butler McLean de História das Ideias, no Wellesley College. Interrompeu sua carreira de professor em 2017 para trabalhar por um ano como visiting fellow no Weatherhead Center for International Affairs, Universidade Harvard. Desde 2024, Slobodian é professor de História Internacional na Universidade de Boston. No mesmo ano, foi professor visitante na Universidade de Roma III.
Até janeiro de 2025, foi coeditor da Contemporary European History.
Escreveu os livros Foreign Front: Third World Politics in Sixties West Germany (2012), Globalists: The End of Empire and the Birth of Neoliberalism (2018), e Crack-Up Capitalism: Market Radicals and the Dream of a World Without Democracy (2023)  e Hayek's Bastards (2025).

## Publicações

### Livros
Como autor
- Hayek's Bastards: Race, Gold, IQ, and the Capitalism of the Far Right. Nova York: Zone Books, abril de 2025 /  Hayek's Bastards: The Neoliberal Roots of the Populist Right. Londres: Allen Lane, 2025.
- Crack-Up Capitalism: Market Radicals and the Dream of a World Without Democracy, New York: Metropolitan, abril de 2023. Edição brasileira: Capitalismo destrutivo, Objetiva, 2024.
- Globalists: The End of Empire and the Birth of Neoliberalism, Cambridge, MA: Harvard University Press, abril de 2018. Edição portuguesa: Globalistas, Enunciado Publicações, 2022.
- Foreign Front: Third World Politics in Sixties West Germany, Durham, NC: Duke University Press, março de 2012.

Como editor;
- Market Civilizations: Neoliberals East and South (com Dieter Plehwe). Nova York: Zone, April 2020.
- Nine Lives of Neoliberalism, com Dieter Plehwe e Philip Mirowski, Nova York e Londres: Verso, janeiro de 2020.[15]
- Comrades of Color: East Germany in the Cold War World, Nova York: Berghahn Books, dezembro de 2015.

### Artigos selecionados
- Sacking Berlin - How hipsters, expats, yummies, and smartphones ruined a city (com Michelle Sterling). The Baffler, n. 23, 2013. 
  - (em português) Saqueando Berlim (trad. por Pedro Sette Câmara). Serrote, janeiro de 2014
- Democracy doesn’t matter to the Defenders of ‘Economic Freedom’. The Guardian, 11 de novembro de 2019.
- Perfect Capitalism, Imperfect Humans: Race, Migration and the Limits of Ludwig von Mises’s Globalism. Contemporary European History, 2019 28(2):143-155.
- Hayek’s Bastards: The Populist Right's Neoliberal Roots. Tribune, 15 de junho de 2021.
  - (em português) Os filhos bastardos de Hayek  (trad. Eleutério Prado). Jacobina, 2 de agosto de 2021.
- The Ethno Economy: Peter Brimelow and the Capitalism of the Far Right. Journal of American Studies, 2024.
- Does Trump Want America to Look More Like Saudi Arabia?. The New York Times, 15 de março de  2025. Cópia arquivada em 26 de abril de 2025.
- Maga’s sinister obsession with IQ is leading us towards an inhuman future. The Guardian,  28 de abril de 2025.